# Uchi Hiroki
Uchi Hiroki, född 10 september 1986 i Osaka, Japan, är en japansk sångare och skådespelare. Han var tidigare medlem i de japanska pojkbanden News och Kanjani-8 (under ledning av Johnny & Associates).
Uchi åkte fast när han vandrade omkring alkoholpåverkad i en park i Sendai för att som minderårig ha druckit tillsammans med ett TV-team från Fuji TV. Han blev avstängd på okänd tid och är numera "under träning".